# 分散式部分可观察马尔可夫决策过程
分散式部分可观察马尔可夫决策过程（英語：Decentralized partially observable Markov decision process，Dec-POMDP）是一种多智慧体协调决策模型。这是一种概率模型，对于现实生活中结果、传感器和通信的不确定性具有很好的解决能力。
该模型是马尔可夫决策过程和部分可觀察馬可夫決策過程的泛化，适用于分布式多智慧体的情形。

## 定义

### 正式定义
Dec-POMDP是一个7元组，其中：
- {\displaystyle S}是状态的集合，
- {\displaystyle A_{i}}是智慧体i的行动集合，其中{\displaystyle A=\times _{i}A_{i}}是联合行动的集合，
- {\displaystyle T}是是状态间条件转移概率的集合，{\displaystyle T(s,a,s')=P(s'\mid s,a)}，
- {\displaystyle R:S\times A\to \mathbb {R} }是回报函数，
- {\displaystyle \Omega _{i}}是智慧体i的观察集合，其中{\displaystyle \Omega =\times _{i}\Omega _{i}}是联合观察的集合，
- {\displaystyle O}是一组条件观察概率，{\displaystyle O(s',a,o)=P(o\mid s',a)}
- {\displaystyle \gamma \in [0,1]}是折现因子